# Mateba (île)
Pour les articles homonymes, voir Mateba.

L’île Mateba est une île principale du fleuve Congo. Sa superficie environne 100 km2. Elle est située en aval de Boma, dans l’estuaire du fleuve entre la République démocratique du Congo et l’Angola. Elle fait environ 30 km de long sur 3 à 6 km de large.